# Clemens Bijleveld

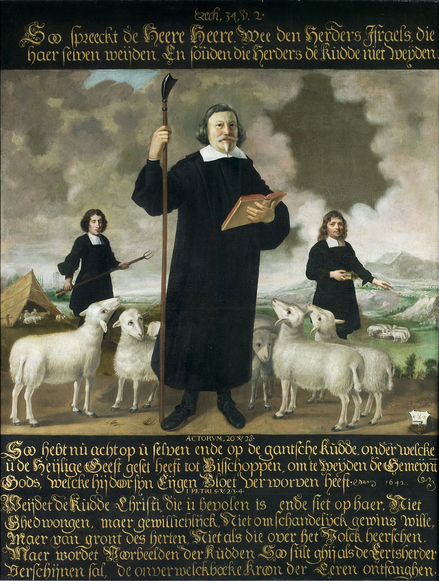
Clemens Bijleveld als de "Goede Herder" afgebeeld door Jan Ariens Duif in 1642

Clemens Bijleveld, ook Clements Otto [van] Bijleveld, was een luthers predikant in de Noord-Nederlandse stad Gouda.

## Leven en werk
Bijleveld was een uit het Duitse Essen afkomstig luthers predikant die rond 1623 naar Gouda kwam om daar zielszorg te verlenen aan de aanhangers van de Augsburgse Confessie, de Goudse lutheranen. Omdat in deze tijd de contraremonstranten het in Gouda voor het zeggen hadden vonden de door Bijleveld geleide diensten in het geheim plaats, eerst in een woonhuis van een lutheraan "De Vergulde Arend" aan de Achter de Vismarkt, daarna in een schuilkerk, achter het huis "Den Wijnberg" in de Peperstraat. Bijleveld kreeg van het stadsbestuur een preekverbod opgelegd en moest de stad verlaten. Hij zette ondanks de maatregelen van het stadsbestuur zijn werkzaamheden in Gouda voort. De fanatieke baljuw Anthony Cloots, een contra-remonstrant, probeerde echter zo veel mogelijk zijn activiteiten in Gouda te verijdelen. Na verloop van tijd werd het klimaat in Gouda voor andersdenkenden milder en kon Bijleveld ongestoord zijn werk als Luthers predikant verrichten. Na van 1624 tot 1630 te hebben gepreekt in een huis aan de Komijnsteeg, kon Bijleveld op 5 mei 1630 een meer permanente kerkruimte betrekken in het huis "De Drie Tafelkaarsen" aan de Gouwe in Gouda.
In 1646 werd hij door de Goudse schilder Jan Ariens Duif afgebeeld als "Pastor Bonus", de "Goede Herder". Het schilderij werd voor de somma van vijftig gulden vervaardigd. Aangenomen werd dat op dit schilderij ook twee van zijn naamgenoten en opvolgers te zien waren, namelijk zijn neef Clemens Bijleveld II en zijn achterneef Clemens Bijleveld III. Deze figuren zouden mogelijk later zijn bijgeschilderd. In 1998 werd het schilderij gerestaureerd. Toen werd vastgesteld dat beide figuren origineel zijn en twee diakenen voorstellen. Nadat de Lutherse gemeente van Gouda in 1680 de beschikking kreeg over de Sint-Joostkapel werd het schilderij met de afbeelding van Clemens Bijleveld als de eerste herder van deze gemeente daar opgehangen ter verfraaiing van het interieur.
Bijleveld was getrouwd met Cornelia Gerritsd. Rijneveld. Hij ging in 1655 met emeritaat.